# شعب ناغا

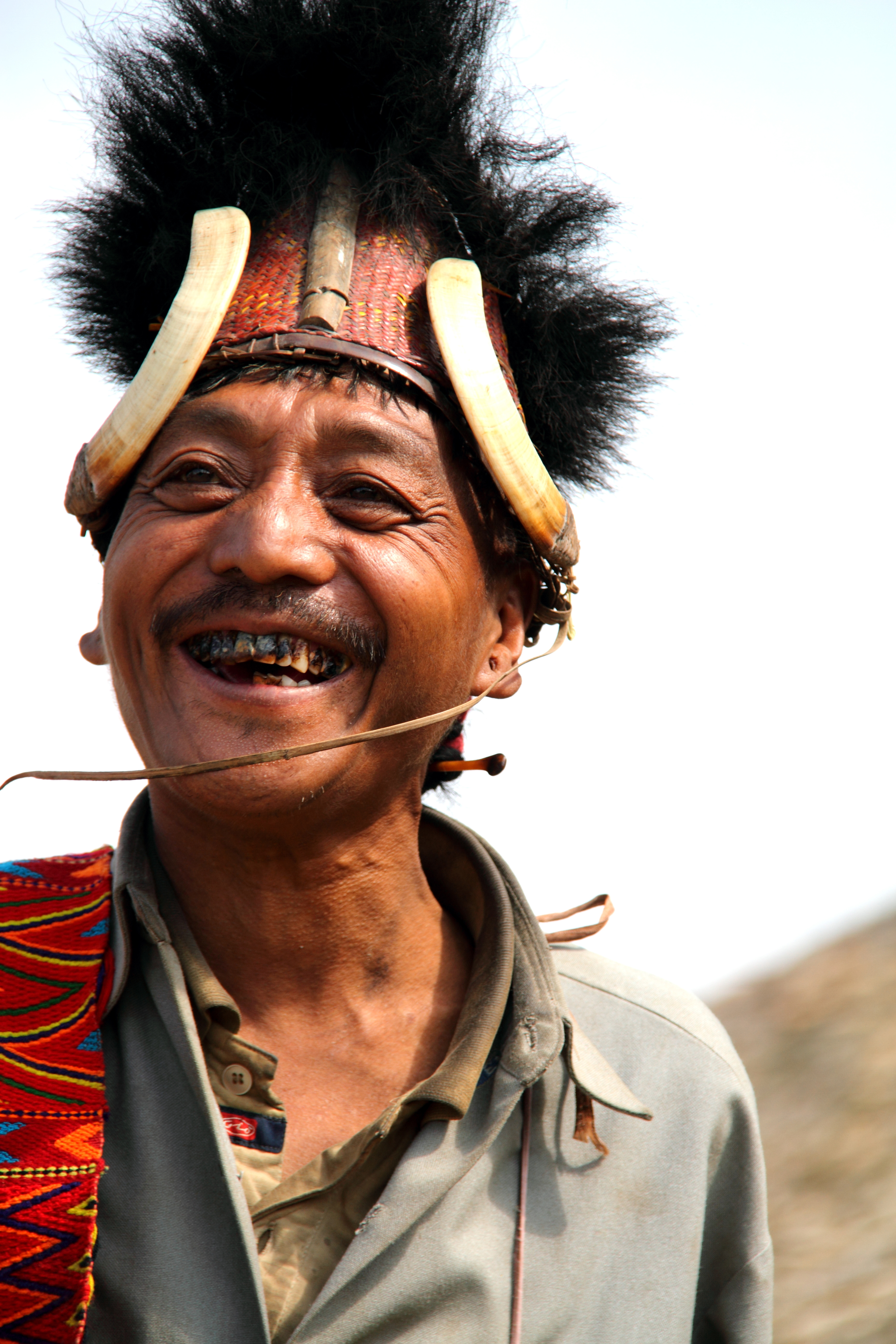
رجال من شعب الناغا.

الناغا هي مجموعة عرقية من السكان الأصليين لشمال شرق الهند وشمال غرب ميانمار. تتشابه تلك الجماعات بثقافاتها وتقاليدها، وتشكل أغلبية السكان في ولاية ناغالاند الهندية ومنطقة ناغا ذاتية الإدارة في ميانمار، مع أعداد كبيرة من السكان في مانيبور، وأروناجل برديش، وآسام في الهند، وإقليم ساجينغ وولاية كاشين في ميانمار.

## أصل التسمية
أطلق على شعب ناغا تسميات كثيرة، مثل «ناغا» من قبل الشعب الآسامي، و«هاو» من شعب الميتي، و«تشين» من قبل البرماويين. ولكن بمرور الزمن، أصبحت تسمية «ناغا» الأكثر قبولًا بشكل عام. وفقًا للفهرس الجغرافي البرمي، يسود الشك أصل مصطلح «ناغا» يستخدم لوصف قبائل التلال التي تقطن البلاد بين ولاية تشين الجنوب وكاشين (سينغبو) في الشمال الشرقي.

## اللغات
تصنف لغات ناغا تحت مظلة لغات كوكي-تشين-ناغا أو لغات سال.
يحظى شعب الناغا بتنوع لغوي أكثر من أي مجموعة عرقية أخرى في الهند. يتحدث شعب الناغا أكثر كم 89 لغة ولهجة مختلفة، معظمها غير ممكن الفهم من قبل الآخر. إلا أن هناك أوجه تشابه كبيرة بين اللغات التي يتكلمونها. إن تنوع لغات شعب ناغا وتقاليده ناجم على الأغلب من تنوع الاستيعاب الثقافي الذي حصل خلال هجراتهم المتعاقبة. تقول الأسطورة إنه قبل استقرار المجموعات في المنطقة، فإنها تنقلب عبر مساحات شاسعة، وخلال تلك العملية، اندمجت بعض القبائل في مجموعة واحدة أو أكثر. على إثر ذلك، كانت عمليات الاستيعاب تلك مصدرًا لكثير من الصراعات القبلية.
في العام 1967، صرحت جمعية ناغالاند باعتبار الإنجليزية اللغة الرسمية لناغالاند، ولغة الدراسة فيها. إلى جانب الإنجليزية، تستخدم اللغة الناغامية، وهي لغة كريولية مشتقة من الآسامية. لكل مجتمع لغته الأم الخاصة، ولكنه يتصل بغيره من المجتمعات سواء بالناغامية أو الإنجليزية. مع ذلك، تعد الإنجليزية اللغة المحكية والمكتوبة السائدة في ناغالاند.

## الثقافة

### الفن
يحب الناغا استخدام الألوان، ويتجلى ذلك في الشالات التي تصممها وتحيكها النساء، وأغطية الرأس التي يشارك في تصميمها كلا الجنسين. تختلف أنماط اللباس تقليديًا بين المجموعات، وتعمل النساء على حياكتها. تستخدم النساء الخرز بأنواع متعددة وأشكال مختلفة وبوفرة في الحلي، إلى جانب مجموعة واسعة من المواد تشمل الزجاج والأصداف والحجارة والأسنان والعاج والمخالب والقرون والمعادن والعظام والخشب والبذور والشعر والأنسجة.
وفقا للدكتور فيرير إلوين، صنعت تلك المجموعات كل المنتجات التي استخدمتها، وهو ما كان شائعًا في مجتمعات تقليدية كثيرة: «صمموا ملابسهم الخاصة، وقبعاتهم ومعاطفهم المطرية؛ كما حضروا أدويتهم بأنفسهم، وأوعية الطهي، وبدائلهم الخاصة للأواني». شملت الأعمال الحرفية صنع السلال، وحياكة القماش، وصناعة الأواني الفخارية، والمعادن، والحلي، والخرز.
اعتبر نسج الصوف والأوشحة القطنية الملونة نشاطًا أساسيًا لجميع نساء الناغا. من السمات الشائعة لأوشحة الناغا هو حياكة ثلاثة قطع منفصلة ومن ثم تخييطها سويًا. تعد الحياكة عملًا معقدًا يستغرق الكثير من الوقت، قد يستغرق إنجاز كل شال بضعة أيام على الأقل. تختلف تصاميم الشالات والعباءات (التي تسمى عادة «ميخالا») بين الرجال والنساء.
بالنسبة للعديد مم الجماعات، يشير تصميم الشال إلى الحالة الاجتماعية لمرتديه. تشمل أشهر أنواع الشالات لديهم: تسونغكوتيبسو، ورونغسو أوف ذي أوس، وسوتام، وإيثاسو، ولونغبنسو أوف ذا لوثاس، وسوبونغ أوف ذا سانغتامز، ورونغكيم، وتسونغريم خيم أوف ذا يمشنغرز، وأنغامي لوهي الذي يتميز بتطريزات لأشكال حيوانية.
لمجوهرات الناغا أهمية كبيرة في تحديد الهوية، إذ ترتدي القبيلة بأكملها مجوهرات خرز متماثلة.
قدمت غرفة التجارة الهندية  طلبًا لتسجيل شالات الناغا الهندية المصنوعة في ناغالاند بتوثيق جغرافي هندي يحمل مؤشرًا جغرافيًا.